# Iris barbatula
Iris barbatula är en irisväxtart som beskrevs av Henry John Noltie och K.Y.Guan. Iris barbatula ingår i släktet irisar, och familjen irisväxter. Inga underarter finns listade i Catalogue of Life.